# Чмутов, Константин Васильевич
Константин Васильевич Чмутов (21 марта 1902 — 29 мая 1979) — советский физикохимик. Член-корреспондент Академии наук СССР (1953).

## Биография
В 1919 году окончил гимназию в г. Бежице Брянской области. В 1919—1922 годах работал сверловщиком, техником завода «Красный Профинтерн» в Бежице, с 1920 года — лаборантом химической лаборатории этого же завода. В 1922—1923 годах учился в Московском электротехническом институте имени М. В. Ломоносова, в 1923—1928 годах — в Московском высшем техническом училище, где в лаборатории С. А. Вознесенского выполнил первые исследования по сорбции. По окончании учёбы работал в лаборатории Н. А. Шилова. С 1932 по 1950 годы преподавал в Военной академии химической защиты (ВАХЗ), с 1943 года являлся начальником кафедры коллоидной химии и членом учёного совета. В 1941 году защитил диссертацию на тему «Сорбционные явления в капиллярных системах» и был утверждён в учёной степени доктора химических наук и звании профессора. В 1945 rоду командировался в Восточную Германию с научными целями. Член КПСС.
С 1950 года заведовал вновь образованной Лабораторией хроматографии Института физической химии АН СССР (с 1965 года — Отдел хроматографии). Был экспертом-рецензентом и членом Химической секции Учёного совета при Президиуме Академии наук СССР, председателем Научного совета по хроматографии при Отделении общей и технической химии АН СССР, членом бюро Секции коллоидной химии Всесоюзного химического общества имени Д. И. Менделеева, экспертом-рецензентом Отделения химических наук АН СССР. С 1951 года — председатель постоянной комиссии по хроматографии при Отделении химических наук АН СССР. С 1958 года — член комитета по Ленинским премиям. С 1961 года — член Научного совета по физико-химическим методам исследования и приборам АН СССР. Член Научного совета по подготовке научных кадров Государственного комитета Совета Министров СССР по науке и технике.
Являлся редактором «Реферативного журнала» по разделу «Химия», заместителем главного редактора «Журнала физической химии».

## Научная деятельность
Работы К. В. Чмутова посвящены исследованию физикохимии поверхностных явлений, хроматографии и совершенствованию методов физико-химического анализа. Совместно с Н. А. Шиловым формулировал гипотезу о существовании трёх типов поверхностных окислов угля, определяющих их кислотные, амфотерные и основные ионообменные свойства. Изучал физико-химические свойства ионообменных сорбентов, условия получения хроматограмм при неравномерном режиме работы ионообменной колонки. Внедрил в производство люминофоров адсорбционно-комплексообразовательный метод разделения металлов. Разработал оригинальный вариант систематического качественного анализа при помощи хроматографии. Исследовал действие ионизирующего излучения на иониты. Впервые выполнил исследование количественных условий комплексообразования и сорбции ионов и радионуклидов церия, иттрия, стронция и других катионов природными гуминовыми кислотами. Создал приборы и установки, механизирующие и автоматизирующие технику хроматографирования. Один из авторов статистической теории пористости.

## Награды
- Медаль «За победу над Германией в Великой Отечественной войне 1941—1945 гг.» (1945)
- Медаль «За оборону Москвы» (1945)
- Медаль «За боевые заслуги» (1948)
- Медаль «В память 800-летия Москвы» (1948)
- Юбилейная медаль «30 лет Советской Армии и Флота» (1948)
- Орден Трудового Красного Знамени (1972)